# Dezső Korda
Dezső Korda (* 8. Januar 1864 in Kisbér, Komitat Komárom-Esztergom; † 1. April 1919 in Zürich; auch Désiré oder Desider Korda) gilt als Erfinder des Drehkondensators.

## Leben
Nach seinem Studium der Elektrotechnik in Budapest ließ er sich in Frankreich nieder und war 28 Jahre für verschiedene Firmen (u. a. für die französische AEG; Societé Electro-Chimie de Basel; Chefkonstrukteur und später als Unternehmensgeschäftsführer der Société de Fives-Lilles) tätig.
Am 8. Juni 1892 erhielt Desider Korda aus Paris ein deutsches Patent (Nr. 72447) Elektrischer Kondensator mit durch Längenänderung der Platten veränderlicher Capacität. Es handelt sich um einen Drehkondensator mit flüssigem Dielektrikum, der zur Kompensation von Gegeninduktion dient und einen automatischen Stellantrieb beinhaltet. Am 14. November 1907 erhielt Désiré Korda zusammen mit Alexander Heyland aus Brüssel das Patent  Als Umformer zu benutzende unipolare Wechselstrom-Gleichstrom-Maschine (DRP 191 897, gültig ab 2. März 1906).
Später entwickelte er möglicherweise auch einen rotierenden Frequenzumrichter.
Er plante ein erstes elektrisches Automobil.
Er beschäftigte sich auch mit Metallurgie und stellte Legierungen wie z. B. Ferrosilizium für die Elektrotechnik her. Er erhielt auch ein Patent zur Behandlung von schwefelhaltiger Kupfer-Zink-Erzen im Konverter.
Er war auch involviert in der mathematischen Forschung und der Regelung der Donau.
Für seine wissenschaftlichen Ergebnisse wurde ihm der Orden der Ehrenlegion verliehen.
Als er im Ersten Weltkrieg dort Stellung und Vermögen verlor, wurde er an der ETH Zürich Privatdozent für drahtlose Telegraphie und Hochfrequenzmaschinen.

## Veröffentlichungen
- La séparation électromagnétique et électrostatique des minerais; by Désiré. Korda.
- Desiré Korda: La transformation Heyland-Korda;  Lum. él. 5(1909)5, S. 138–143, und 5(1909)6, S. 171–175. Hinweis auch in: Electrical Review, New York 51(1909)10, S. 448.
- Théorie d' un condensateur intercale dans le circuit secondaire d' un transformateur (Académie des sciences. Comptes rendus… 1892);
- Im elektrischen Ofen erzeugbare Metallverbindungen (Mathematische u. Naturwissenschaftliche Berichte aus Ungarn, 1901).
- Zur Theorie der statischen Frequenzumwandler. Von Ing. Désiré Korda, Dozent an der ETH Zürich; ETZ 39(1918), S. 486.